# يوسوكي يوشيزكي
يُوسوكي يوشيزَكي (باليابانية: 吉崎 雄亮) (12 يونيو 1981 في شيزوكا في اليابان – )؛ هو لاعب كرة قدم ياباني سابق كان يلعب كلاعب وسط.

## وصلات خارجية
- يوسوكي يوشيزكي على موقع رابطة كرة القدم اليابانية للمحترفين (اليابانية)